# 邝宇平
邝宇平（1932年11月9日—），生于北京，籍贯广东台山，中国理论物理学家，兰州大学、清华大学教授。1955年毕业于北京大学物理系。2003年当选为中国科学院院士。